# Aubrey Anderson-Emmons

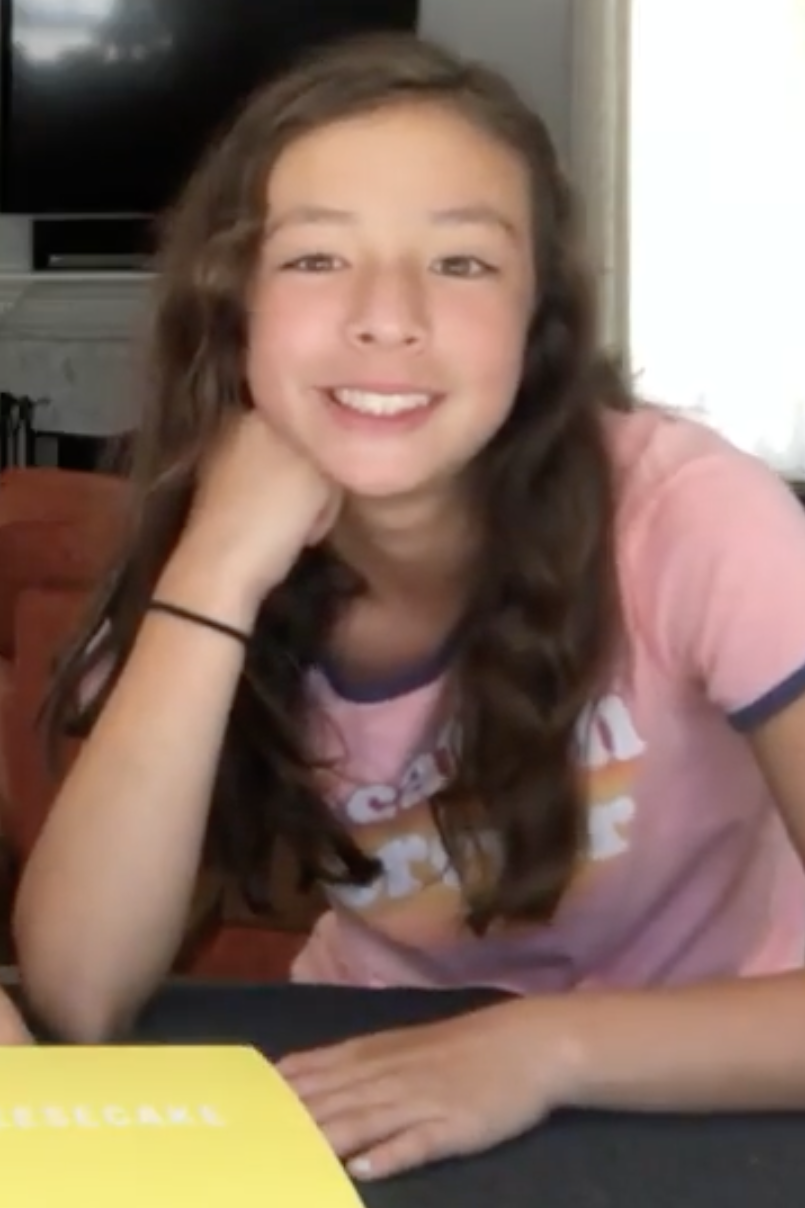
Aubrey Anderson-Emmons, 2018

Aubrey Anderson-Emmons (* 6. Juni 2007 in Santa Monica, Kalifornien) ist eine US-amerikanische Schauspielerin. Sie erlangte als Kinderdarstellerin durch ihre Rolle der Lily Tucker-Pritchett in der US-Fernsehserie Modern Family, in der sie von 2011 bis 2020 zu sehen war, internationale Bekanntheit.

## Leben und Karriere
Aubrey Anderson-Emmons wurde am 6. Juni 2007 in der kalifornischen Küstenstadt Santa Monica geboren. Sie ist die Tochter der koreanisch-amerikanischen Komikerin Amy Anderson, die selbst im Alter von fünf Monaten als Adoptivkind eines schwedischstämmigen Paares aus ihrem Geburtsland Südkorea in die Vereinigten Staaten kam, und des US-Amerikaners Kent Emmons, einem Medienunternehmer und Geschäftsmann. Aus einer früheren Beziehung ihres Vaters hat sie eine rund 15 Jahre ältere Halbschwester. Im Jahre 2011 kam sie in den Cast der zu diesem Zeitpunkt bereits seit zwei Jahren existierenden Mockumentary-Comedy-Serie Modern Family, wo sie die aus Vietnam stammende Adoptivtochter Lily Tucker-Pritchett des homosexuellen Paares Cameron „Cam“ Scott Tucker (gespielt von Eric Stonestreet) und Mitchell „Mitch“ Vincent Pritchett (Jesse Tyler Ferguson) darstellt.
In den Jahren 2012, 2013 und 2014 wurde sie in drei Jahren in Folge als Teil des Ensembles von Modern Family mit einem Screen Actors Guild Award in der Kategorie „Bestes Schauspielensemble in einer Comedyserie“ ausgezeichnet. Bei der Vergabe der Awards im Jahre 2015 war sie mit dem Serien-Cast abermals nominiert, musste sich in dieser Kategorie jedoch gegen das große Ensemble von Orange Is the New Black geschlagen geben. In der deutschsprachigen Synchronfassung wird ihr von Zalina Sanchez die Stimme geliehen. Parallel zu ihrer Tätigkeit in der vielfach ausgezeichneten Fernsehserie kam sie im Jahre 2013 im Kurzfilm Child Star Psychologist 2 with Kiernan Shipka an der Seite von Schauspielkollegin Kiernan Shipka und unter der Regie von Stoney Sharp zum Einsatz. Auch im darauffolgenden Jahr 2014 spielte sie in einem Kurzfilm mit; in Aimee Longs knapp 25-minütigen Werk Distance mimte sie Emma Stelzer, Tochter von Jessica Stelzer (Bel Deliá) und Nick Stelzer (Geoffrey Arend).

## Auszeichnungen und Nominierungen
Auszeichnungen
- 2012: Screen Actors Guild Award in der Kategorie „Bestes Schauspielensemble in einer Comedyserie“ für ihr Engagement in Modern Family
- 2013: Screen Actors Guild Award in der Kategorie „Bestes Schauspielensemble in einer Comedyserie“ für ihr Engagement in Modern Family
- 2014: Screen Actors Guild Award in der Kategorie „Bestes Schauspielensemble in einer Comedyserie“ für ihr Engagement in Modern Family

Nominierung
- 2015: Screen Actors Guild Award in der Kategorie „Bestes Schauspielensemble in einer Comedyserie“ für ihr Engagement in Modern Family

## Filmografie
- 2011–2020: Modern Family (Fernsehserie, 173 Episoden)
- 2013: Child Star Psychologist 2 with Kiernan Shipka (Kurzfilm)
- 2014: Distance (Kurzfilm)